# Ledňák obrovský
Ledňák obrovský (Dacelo novaeguineae) je velký pták z čeledi ledňáčkovitých.

## Popis
Dorůstá 45 cm, je zavalitý s velkou hlavou, velkýma hnědýma očima a silným zobákem. Pohlaví jsou si velmi podobná, samice jsou však mírně větší. Spodina těla a hlava je převážně krémově bílá, přes oko se mu táhne tmavě hnědý pruh, který ve slabší podobě zasahuje až na temeno. Hřbet a křídla jsou hnědá, na křídlech je patrné i jasně modré zbarvení některých per. Vrchní čelist zobáku má tmavou, spodní lehce růžovooranžovou.
Ozývá se známým chechtavým voláním (viz  ukázka).

## Rozšíření
Vyskytuje se v blahovičníkovitých porostech, galeriových lesích a v kulturní krajině na rozsáhlém území východní Austrálie a jako nepůvodní druh dnes i na území Tasmánie, Nového Zélandu, Flinders Island, Klokaního ostrova a na jihozápadě západní Austrálie.
V Česku jej chová např. Zoo Hluboká, Zoo Ostrava, Zoo Plzeň a několik dalších.

## Ekologie
Ledňák obrovský žije v rodinných hejnech; mladí ptáci přitom první rok setrvávají v blízkosti svých rodičů a pomáhají jim s výchovou dalších mláďat. Na kořist, kterou se stávají nejčastěji hadi, malí savci, velký hmyz, ještěrky, malí ptáci a jejich mláďata, číhá nehnutě na příhodné větvi a poté, co se přiblíží, se jí zmocní bleskovým útokem. Hnízdí v dutinách stromů. V jedné snůšce bývají 2–4 bílá vejce, na kterých sedí 24–26 dnů.

## Vztah s člověkem
Ledňák obrovský se často usazuje ve městech, kde se stává natolik krotkým, že se nechává krmit z ruky. Je oficiálním státním ptákem Nového Jižního Walesu, bývá vyobrazen na mincích a skládají se o něm písně, Pod jménem Olly byl jedním z maskotů Letních olympijských her 2000. Je známý také pod domorodým názvem kookaburra.

## Galerie

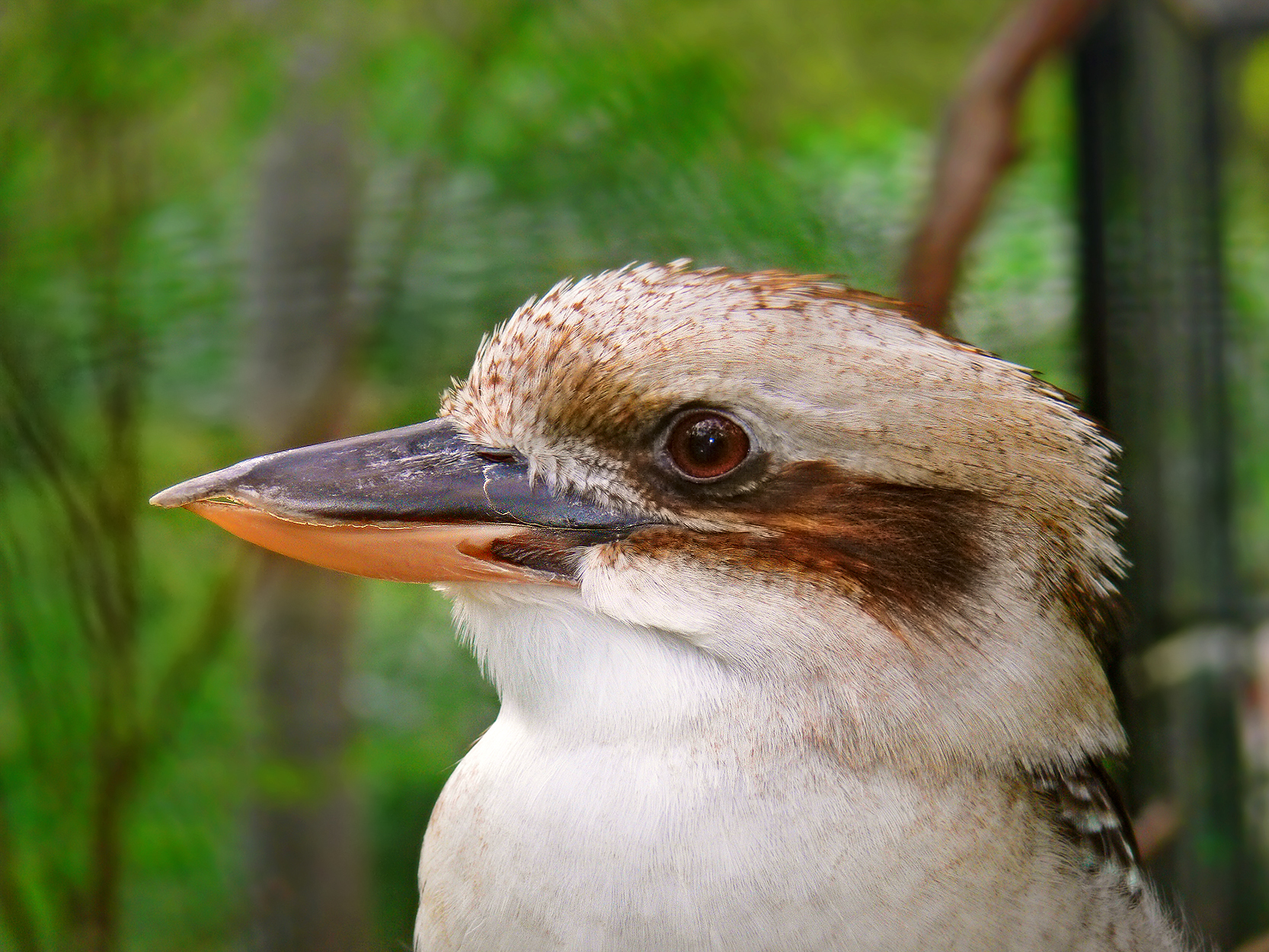
Detail hlavy a zobáku
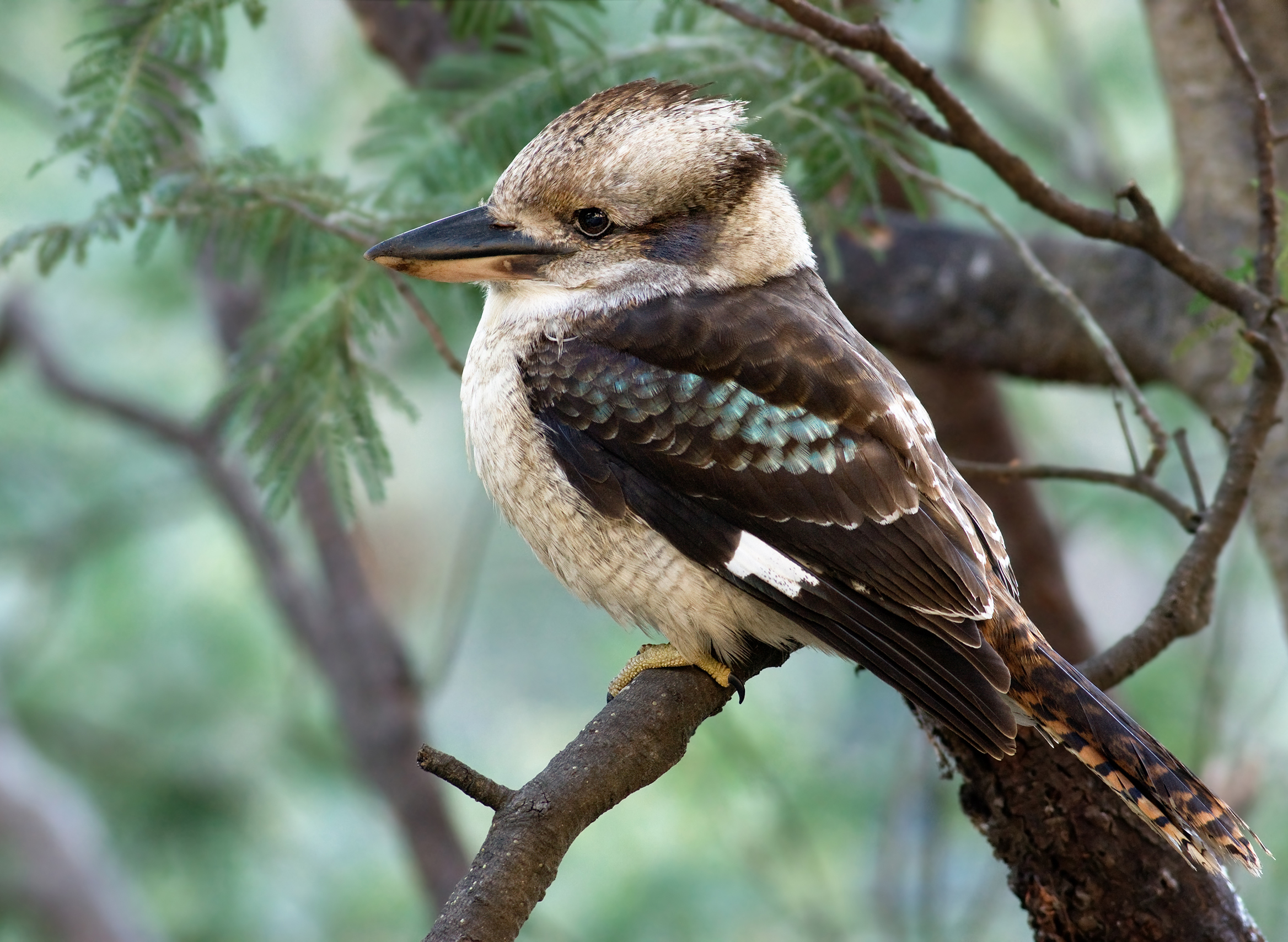
Sedící na akácii sivozelené (Acacia dealbata), Tasmánie
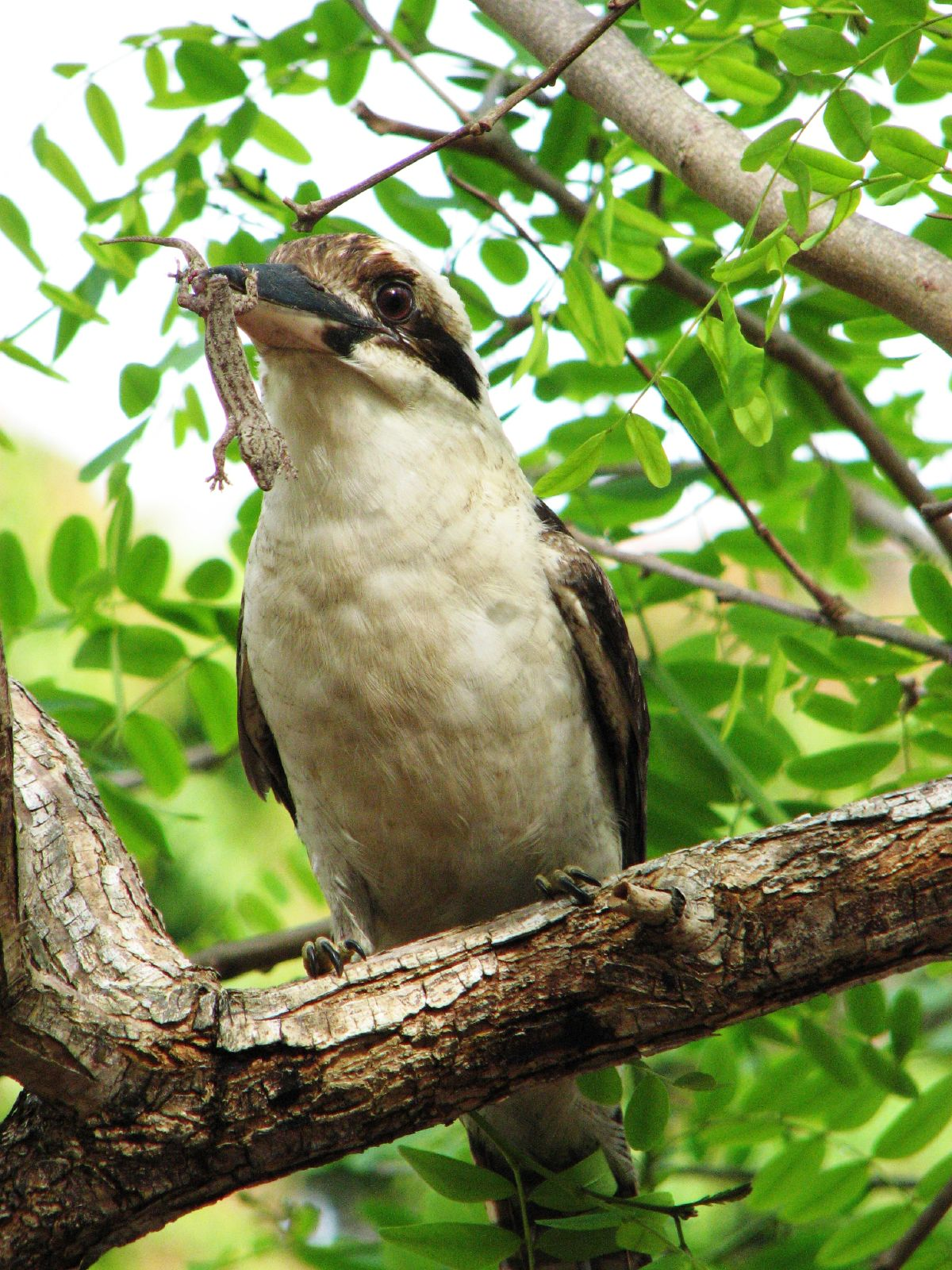
S uloveným gekonem v zobáku
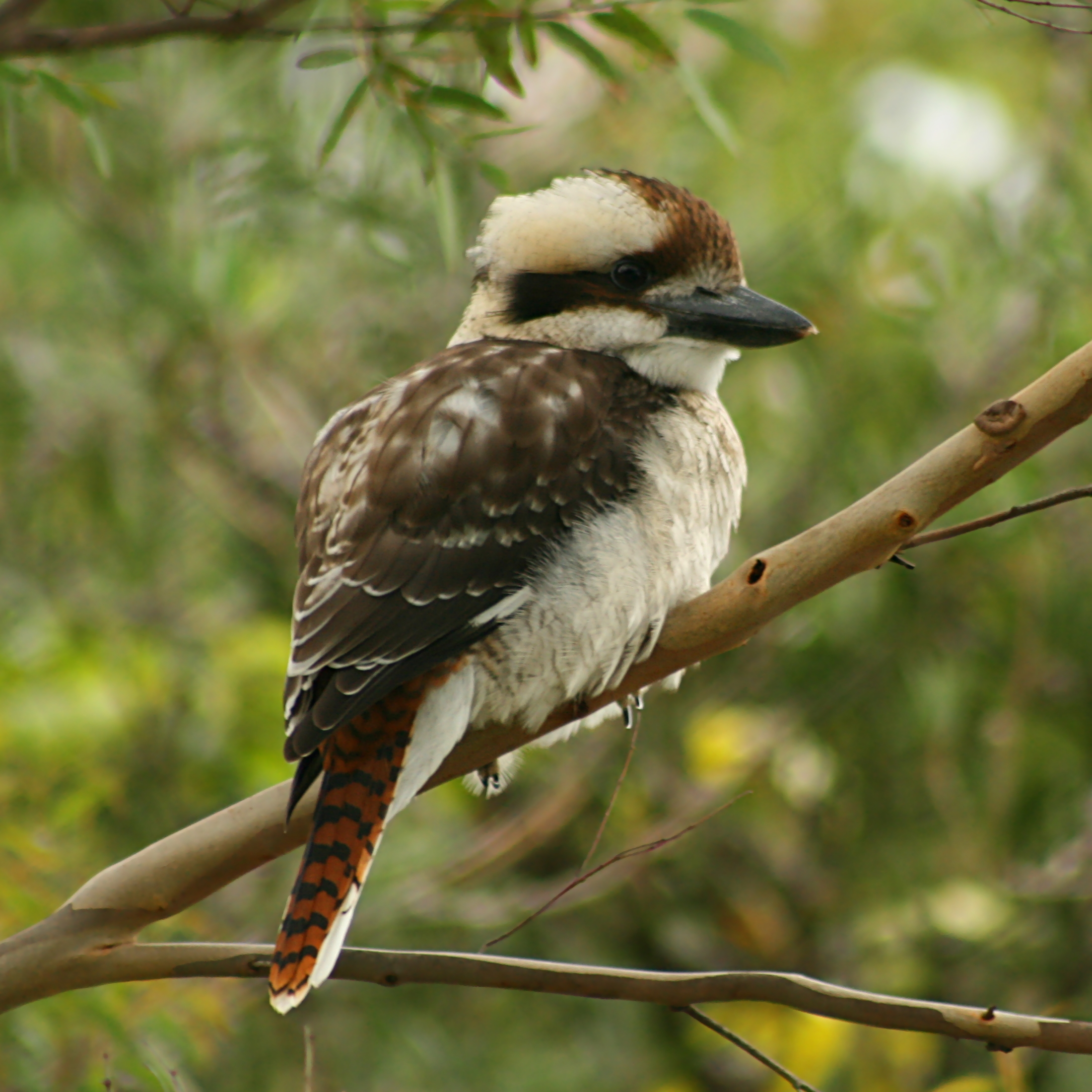
Nedospělý jedinec v Sydney
- Při chytání červa, Bruny Island, Tasmánie